# Yumiko: Curse of the Merch Girl
Albums de Murs
Love & Rockets, Volume 1: The Transformation
(2011) The Final Adventure
(2012)
Yumiko: Curse of the Merch Girl est le huitième album studio de Murs, sorti le 1er juillet 2012.
Cet album a été réalisé conjointement avec un roman graphique racontant la vie de Yumi Morales, une jeune fille suivant son petit ami, Dominick, en tournée avec son groupe Murder Acts.

## Liste des titres
| No  | Titre                        | Durée |
| --- | ---------------------------- | ----- |
| 1.  | Love                         | 4:37  |
| 2.  | She's So Lost                | 4:01  |
| 3.  | On Your Own                  | 3:14  |
| 4.  | Eye for an Eye               | 4:03  |
| 5.  | Gods Gone Crazy              | 5:13  |
| 6.  | Mr. M                        | 3:32  |
| 7.  | Falling in Flames            | 3:08  |
| 8.  | Loki & Puck                  | 3:31  |
| 9.  | Piece Now                    | 2:12  |
| 10. | The Only One                 | 4:52  |
| 11. | Love (Relentless Mix)        | 3:36  |
| 12. | She's So Lost (Uppercut Mix) | 3:29  |
| 13. | On Your Own (Stomped Mix)    | 3:03  |
| 14. | Mr. M (Shining Mix)          | 2:53  |
| 15. | Piece Now (Click Clack Mix)  | 2:19  |